# Thelphusula
Thelphusula is een geslacht van kreeftachtigen uit de klasse van de Malacostraca (hogere kreeftachtigen).

## Soorten
- Thelphusula baramensis (de Man, 1902)
- Thelphusula buergeri (de Man, 1899)
- Thelphusula cristicervix (Ng & Grinang, 2004)
- Thelphusula dicerophilus Ng & Stuebing, 1990
- Thelphusula granosa Holthuis, 1979
- Thelphusula hulu S. H. Tan & Ng, 1997
- Thelphusula luidana (Chace, 1938)
- Thelphusula pueh Grinang & Ng, 2014
- Thelphusula sabana S. H. Tan & Ng, 1998
- Thelphusula styx Ng, 1989
- Thelphusula tawauensis S. H. Tan & Ng, 1998